# 渡辺恒夫 (心理学者)
渡辺 恒夫（わたなべ つねお、1946年 - ）は、日本の心理学者、東邦大学理学部名誉教授。専門は生涯発達心理学、夢の生理心理学、環境心理学、科学基礎論、男性学など。

## 略歴
1970年京都大学文学部哲学科卒、同大学院実験心理学修士課程修了、高知大学人文学部講師、助教授、1990年東邦大学理学部教授、2012年退職。2008年「<自我体験>および<独我論的な体験とファンタジー>の調査研究」で奈良女子大学学術博士。
- 1984-85年 文部省内地研究員として京都大学教育学研究科臨床心理学研究室にて深層心理学を研究。2004年、カナダのヨーク大学にて心理学の哲学を研究。

## 著作
- 『脱男性の時代 アンドロジナスをめざす文明学』勁草書房 1986年
- 『トランス・ジェンダーの文化 異世界へ越境する知』勁草書房 1989年
- 『迷宮のエロスと文明 流動するジェンダー・自我・世界観の心理学』新曜社 1991年
- 『輪廻転生を考える 死生学のかなたへ』講談社現代新書 1996年
- 『<私の死>の謎 世界観の心理学で独我を超える』ナカニシヤ出版 2002年
- 『図解深層心理のことが面白いほどわかる本 本当のことがホントにわかる!』中経出版 2003年
- 『自我体験と独我論的体験 自明性の彼方へ』北大路書房 2009年
- 『人はなぜ夢を見るのか 夢科学四千年の問いと答え』化学同人 Dojin選書 2010年
- 『フッサール心理学宣言 他者の自明性がひび割れる時代に』講談社 2013年

### 編著・共編著
- 『男性学の挑戦 Yの悲劇?』編 新曜社 1989年
- 『最新・マインドサイエンス 現代心理学の冒険』編著 八千代出版 1993年
- 『オカルト流行の深層社会心理 科学文明の中の生と死』中村雅彦共著 ナカニシヤ出版 1998年
- 『心理学の哲学』村田純一、高橋澪子共編 北大路書房 2002年
- 『入門・マインドサイエンスの思想 心の科学をめぐる現代哲学の論争』石川幹人共編著 新曜社 2004年
- 『〈私〉という謎 自我体験の心理学』高石恭子共編著 新曜社 2004年
- 『未来をひらく心理学入門』編著 八千代出版 2007年

### 翻訳
- アンディ・ベル『論争のなかの心理学 どこまで科学たりうるか』小松栄一共訳 新曜社 心理学エレメンタルズ 2006年